# Dindefelo (wodospad)
Dindefelo (fr. Chutes de Dindefelo) – wodospad w południowo-wschodniej części Senegalu, w pobliżu miejscowości Dindefelo w regionie Kédougou. Znajduje się na wyżynie Futa Dżalon, przy granicy z Gwineą. Jest główną atrakcją turystyczną tej części kraju.
Wodospad odkrył myśliwy Manga Dian Path Tractor pomiędzy 1921 a 1923. Ma on około 100 metrów wysokości. Znajduje się na terenie Parku Narodowego Niokolo-Koba, który wpisany jest na listę światowego dziedzictwa UNESCO. Według UNESCO miejsce to jest odwiedzane przez tysiące turystów rocznie. Basen u stóp wodospadu wykorzystywany jest jako kąpielisko. Otoczenie wodospadu i drogi prowadzącej do niego stanowi gęsty las oraz skały.